# Prestige Records
Prestige Records bylo americké hudební vydavatelství specializující se na jazzovou hudbu. Založil jej producent Bob Weinstock v roce 1949 a jeho mateřskou společností bylo Concord Music Group. V roce 1971 bylo vydavatelství prodoáno společnosti Fantasy Records. Vedle jazzových hudebníků, kteří zde vydávali svá alba (například Gene Ammons, Sonny Rollins) zde vydávali i hudebníci z jiných žánrů (například The Holy Modal Rounders).